# Divizia 4 Infanterie (1916-1918)
Divizia 4 Infanterie a fost o mare unitate de nivel tactic care s-a constituit la 27 august 1916, prin mobilizarea unităților sale existente la pace. Divizia  a făcut parte din organica Corpului II Armată. La intrarea în război, Divizia 4 Infanterie a fost comandată de generalul de brigadă Gheorghe Burghele. Divizia a participat la acțiunile militare pe frontul românesc, pe toată perioada războiului, între 27 august 1916 - 11 noiembrie 1918. 

## Ordinea de bătaie la mobilizare

### Campania anului 1916
La declararea mobilizării, la 27 august 1916, Divizia 4 Infanterie a făcut parte din compunerea de luptă Corpului II Armată, alături de Divizia 3 Infanterie și Divizia 13 Infanterie. Corpul II Armată era comandat de generalul de divizie Dumitru Cotescu, eșalonul ierarhic superior fiind Armata 2, comandată de generalul de divizie Alexandru Averescu.
Ordinea de bătaie a diviziei era următoarea:

- Divizia 4 Infanterie

- Regimentul 6 Vânători
- Brigada 7 Infanterie

- Regimentul Vlașca No. 5
- Regimentul Teleorman No. 20

- Brigada 8 Infanterie

- Regimentul Mihai Viteazul No. 6
- Regimentul IV Ilfov No. 21

- Brigada 34 Infanterie

- Regimentul 46 Infanterie
- Regimentul 61 Infanterie

- Brigada 4 Artilerie

- Regimentul 2 Artilerie „General de divizie Gheorghe Manu”
- Regimentul 10 Artilerie

## Reorganizări pe perioada războiului
În prima jumătate a anului 1917, Divizia 4 Infanterie s-a reorganizat în spatele frontului. Divizia a fost inclusă în compunerea de luptă a Corpului I Armată, alături de Divizia 2 Infanterie și Divizia 11 Infanterie. Corpul I Armată era comandat de generalul de brigadă Nicolae Petala, eșalonul ierarhic superior fiind Armata 1.
Ordinea de bătaie a diviziei era următoarea::p. 188>

- Divizia 4 Infanterie

- Regimentul 6 Vânători
- Brigada 7 Infanterie

- Regimentul 5 Infanterie
- Regimentul 20 Infanterie

- Brigada 8 Infanterie

- Regimentul 6 Infanterie
- Regimentul 21 Infanterie

- Brigada 4 Artilerie

- Regimentul 2 Artilerie
- Regimentul 10 Obuziere

- Compania divizionară de mitraliere
- Divizionul de cavalerie
- Batalionul 4 Pionieri

## Comandanți
Pe perioada desfășurării Primului Război Mondial, Divizia 4 Infanterie a avut următorii comandanți:
| Gradul             | Numele                 | Perioada                               | Imagine |
| ------------------ | ---------------------- | -------------------------------------- | ------- |
| General de brigadă | Gheorghe Burghele      | 15 august 1916 - 25 august 1916        |         |
| General de brigadă | Grigore Simionescu     | 25 august 1916 - 22 septembrie 1916    |         |
| General de brigadă | Constantin Costescu    | 22 septembrie 1916 - 15 octombrie 1916 |         |
| General de brigadă | Constantin Anastasiade | 15 octombrie 1916 - 23 octombrie 1916  |         |
| Colonel            | Ioan Lupescu           | 23 octombrie 1916 - 24 noiembrie 1916  |         |
| General de brigadă | Ioan Ghinescu          | 23 decembrie 1916 - 1 iunie 1918       |         |
| General de brigadă | Marin E. Ionescu       | 1 iunie 1918 - 1 octombrie 1920        |         |